# François Hesnault
François Hesnault (Neuilly-sur-Seine, 30 de diciembre de 1956) es un expiloto francés de automovilismo. participó en 21 Grandes Premios de Fórmula 1, sin conseguir puntos.

## Carrera
Hesnault inició su carrera en Fórmula Renault en 1980. Participó de 1982 a 1983 en Fórmula 3 Francesa, y finalizó tercero y segundo, respectivamente.
Debutó en Equipe Ligier al año siguiente. Cerró la temporada con 5 carreras terminadas de las 16, logrando su mejor resultado en Fórmula 1, 7º en Zandvoort. luego pasó al equipo Brabham como compañero de Nelson Piquet. Dejó la estructura tras el GP de Mónaco, luego de tener un accidente en entrenamientos privados. Su última carrera en F1 fue en Alemania ese año, con un tercer RE60 de Renault, que fue puesto en competencia para estrenar el sistema de cámaras a bordo en la categoría.
Esta fue también su última carrera como piloto profesional. Posteriormente se dedicaría al sector industrial. Además, estuvo vinculado con Estefanía de Mónaco, y contrajo matrimonio con una colega de la princesa.

## Resultados

### Fórmula 1
(Clave) (negrita indica pole position) (cursiva indica vuelta rápida)

| Año     | Equipo                    | 1       | 2       | 3       | 4       | 5       | 6       | 7       | 8       | 9       | 10      | 11    | 12    | 13    | 14      | 15     | 16      | Pos. | Puntos |
| ------- | ------------------------- | ------- | ------- | ------- | ------- | ------- | ------- | ------- | ------- | ------- | ------- | ----- | ----- | ----- | ------- | ------ | ------- | ---- | ------ |
| 1984    | Ligier Loto               | BRA Ret | RSA 10  | BEL Ret | SMR Ret | FRA DNS | MON Ret | CAN Ret | USE Ret | USA Ret | GBR Ret | GER 8 | AUT 8 | NED 7 | ITA Ret | EUR 10 | POR Ret | NC   | 0      |
| 1985    | Motor Racing Developments | BRA Ret | POR Ret | SMR Ret | MON DNQ | CAN     | USE     | FRA     | GBR     |         |         |       |       |       |         |        |         | NC   | 0      |
| 1985    | Equipe Renault Elf        |         |         |         |         |         |         |         |         | GER Ret | AUT     | NED   | ITA   | BEL   | EUR     | RSA    | AUS     | NC   | 0      |
| Fuente: |                           |         |         |         |         |         |         |         |         |         |         |       |       |       |         |        |         |      |        |